# Viola Carofalo
Viola Carofalo (Nápoles, 30 de junio de 1980) es una filósofa, política italiana, portavoz nacional y líder de Poder al pueblo. Doctora en Filosofía moderna y contemporánea, y en filosofía y política, trata los temas de la ética, el reconocimiento, la construcción de la identidad en contextos interculturales.

## Biografía

### Estudios
Viola Carofalo estudio la licenciatura en filosofía y se doctoró  en Filosofía Moderna en 2008 en la Universidad de Nápoles Federico II,  realizó un segundo Doctorado en 2012 en Filosofía y Política en la Universidad de Nápoles La Oriental
Ha trabajado sobre el tema de la bioética y del mito político en el pensamiento de Ernst Cassirer y Roland Barthes, sobre la poética de Bertolt Brecht y sobre los temas del reconocimiento y la interculturalidad. Su obra se compone de ensayos y tesis sobre las obras y el pensamiento de Ernst Cassirer, Roland Barthes, Bertolt Brecht, Frantz Fanon y Simone Weil.
Ha publicado tres monografías: sobre el filósofo martiniqueño Frantz Fanon (Fanon.Lo spettro negro. Frantz Fanon y la política del reconocimiento - Mimesis, 2013), sobre el premio Nobel sudafricano J.M. Coetzee, centrado en la relación entre filosofía, literatura y alteridad (Desde los márgenes más lejanos. JM Coetzee y la escritura del Otro - Mimesis, 2016), sobre el pensamiento filosófico de Simone Weil (Pensar en tiempos de desgracia. Ensayo sobre filosofía por Simone Weil - Orthotes 2020).
Actualmente es investigadora de búsqueda en el Departamento de Ciencias Humanas y Sociales en  Universidad de Nápoles La Oriental  y colabora con la Cátedras de Filosofía Moral e Intercultural Ethics.

### Militancia
Carofalo ejerció su militancia, comenzada con las manifestaciones antiglobalización en Nápoles y Génova en 2001, la oposición a la participación italiana en la guerra en Irak en 2003 y los movimientos contra la precarización laboral y la reforma de la educación bajo los gobiernos de centro-izquierda.
Comienza su trabajo como activista en Ex OPG "Estoy loco", un centro social localizado en el edificio del anterior Sant'Eframo hospital psiquiátrico judicial (en italiano, ospedale psichiatrico giudiziario: OPG) en el Barrio Materdei en Nápoles. Este proyecto nace como un movimiento social en noviembre del 2017.
Carofalo fue elegida como portavoz nacional el 17 de diciembre de 2017 y dirigente tan político de 6 de enero de 2018 de Poder a las Personas. movimiento al que también se han adherido  la expartisana e histórica feminista Lidia Menapace, la activista Heidi Giuliani, mamá de Carlo, el joven asesinado durante la represión a las manifestaciones contra la cumbre del G8 en Génova en 2001.